# Verkehrssicherheit
Verkehrssicherheit bezeichnet in der Verkehrswissenschaft die Abwesenheit von unvertretbaren Risiken und Gefahren bei der Ortsveränderung von Personen oder Sachgütern (sogenannte Verkehrsobjekte), die beispielsweise in Verkehrsmitteln unter Einbezug der Verkehrsinfrastruktur und Verkehrsorganisation transportiert werden. Es handelt sich dabei (im Gegensatz zum maßnahmenbezogenen Verkehrssicherungswesen) um einen Oberbegriff, der grundsätzlich für alle Verkehrszweige Gültigkeit hat, häufig jedoch auf die Sicherheit im Straßenverkehr reduziert wird.
In Deutschland besteht für jeden, der einen Verkehr duldet bzw. eine Gefahrenquelle schafft oder unterhält, die aus § 823 BGB hergeleitete Verkehrssicherungspflicht. 

## Unterbegriffe
Der Verkehrssicherheit lassen sich entsprechend den Verkehrszweigen verschiedene Unterbegriffe zuordnen. Dabei wird die Sicherheit bei der Übertragung von Daten (definitionsgemäß ebenfalls ein Verkehrszweig) allerdings außer Acht gelassen.
- Straßenverkehrssicherheit
- Schienenverkehrssicherheit
- Schifffahrtssicherheit
- Flugsicherheit

## Ausprägungen
Der Sicherheitsbegriff besitzt zwei Ausprägungen:
Verkehrsobjektsicherheit
Bei der Verkehrsobjektsicherheit handelt es sich um die Sicherheit bezogen auf die Verkehrsobjekte (wie etwa Reisende oder Ladung). Dazu gehören sowohl Schutzmaßnahmen, die die Sicherheit der Verkehrsobjekte gewährleisten, als auch die Sicherheit vor Gefährdungen, die von den Verkehrsobjekten ausgeht.
Verkehrsmittelsicherheit
Die Verkehrsmittelsicherheit beschreibt die Sicherheit bezogen auf die Verkehrsmittel (wie etwa Fahrzeuge). Darunter fallen sowohl aktive unfallvermeidende Maßnahmen (wie etwa die Fahrsicherheit) als auch passive Unfallfolgen mindernde Maßnahmen (Selbstschutz und Kontrahentenschutz) an Verkehrsmitteln. Dies schließt auch die Bereiche Fahrzeugsicherheit und Fußgängersicherheit mit ein.